# Satellite Award/Film/Bestes Ensemble
Mit dem Satellite Award in der Kategorie Bestes Ensemble wird die herausragendste Darstellerriege eines Films geehrt.
Erst als Satellite Award for Outstanding Motion Picture Ensemble von 1997 bis 2001 und ab 2004 als Satellite Award for Best Cast – Motion Picture mit Ausnahme von den Jahren 2008 und 2010 wurde diese Auszeichnung verliehen.
Es wird immer jeweils das Ensemble eines Films des Vorjahres ausgezeichnet.

## Preisträger

### 1997–2001
| Jahr | Film                         | Darsteller |
| ---- | ---------------------------- | --- |
| 1997 | Boogie Nights                | Mark Wahlberg • Burt Reynolds • Julianne Moore • William H. Macy • Heather Graham • Thomas Jane • Don Cheadle • Philip Seymour Hoffman • John C. Reilly • Luis Guzmán • Philip Baker Hall • Robert Ridgely • Nina Hartley • Robert Downey Sr. • Michael Penn • Alfred Molina • Michael Jace |
| 1998 | Der schmale Grat             | James Caviezel • Sean Penn • Adrien Brody • Nick Nolte • Elias Koteas • Ben Chaplin • Dash Mihok • John Cusack • John C. Reilly • Woody Harrelson • Miranda Otto • Jared Leto • George Clooney • John Travolta • Nick Stahl • John Savage • Tim Blake Nelson • Kirk Acevedo • Thomas Jane • Penelope Allen |
| 1999 | Magnolia                     | Julianne Moore • Jason Robards • Philip Seymour Hoffman • Tom Cruise • Philip Baker Hall • William H. Macy • Alfred Molina • Luis Guzmán • Jeremy Blackman • Michael Bowen • John C. Reilly • Melora Walters • Melinda Dillon • April Grace • Henry Gibson • Ricky Jay • Felicity Huffman • Michael Murphy • Thomas Jane • Emmanuel Johnson • Eileen Ryan                                                                                 |
| 2000 | Traffic – Macht des Kartells | Michael Douglas • Steven Bauer • Erika Christensen • Topher Grace • Benicio del Toro • Jacob Vargas • Tomás Milián • Clifton Collins junior • Catherine Zeta-Jones • Dennis Quaid • Don Cheadle • Luis Guzmán • Miguel Ferrer • Majandra Delfino • Tucker Smallwood • Salma Hayek • D. W. Moffett • James Brolin |
| 2001 | Gosford Park                 | Maggie Smith • Michael Gambon • Kristin Scott Thomas • Camilla Rutherford • Jeremy Northam • Ryan Phillippe • Kelly Macdonald • Clive Owen • Helen Mirren • Eileen Atkins • Emily Watson • Alan Bates • Stephen Fry • Ron Webster • Charles Dance • Geraldine Somerville • Bob Balaban • Claudie Blakley • James Wilby • Tom Hollander • Natasha Wightman • Laurence Fox • Trent Ford • Derek Jacobi • Sophie Thompson • Richard E. Grant |

### 2004–2009
| Jahr | Film                                                       | Darsteller |
| ---- | ---------------------------------------------------------- | --- |
| 2004 | Sideways                                                   | Thomas Haden Church • Paul Giamatti • Virginia Madsen • Sandra Oh |
| 2005 | L.A. Crash                                                 | Chris Bridges • Sandra Bullock • Don Cheadle • Matt Dillon • Jennifer Esposito • William Fichtner • Brendan Fraser • Terrence Howard • Thandie Newton • Ryan Phillippe • Larenz Tate |
| 2006 | Departed – Unter Feinden                                   | Anthony Anderson • Alec Baldwin • Matt Damon • Leonardo DiCaprio • Vera Farmiga • Jack Nicholson • Martin Sheen • Mark Wahlberg • Ray Winstone                                       |
| 2007 | Tödliche Entscheidung – Before the Devil Knows You’re Dead | Albert Finney • Rosemary Harris • Ethan Hawke • Philip Seymour Hoffman • Brían F. O’Byrne • Amy Ryan • Michael Shannon • Marisa Tomei                                                |
| 2008 | keine Auszeichnung                                         | |
| 2009 | Nine                                                       | Marion Cotillard • Penélope Cruz • Daniel Day-Lewis • Judi Dench • Fergie • Kate Hudson • Nicole Kidman • Sophia Loren                                                               |

### 2010–2019
| Jahr | Film                                  | Darsteller |
| ---- | ------------------------------------- | --- |
| 2010 | keine Auszeichnung                    | |
| 2011 | The Help                              | Anna Camp • Jessica Chastain • Viola Davis • Nelsan Ellis • Bryce Dallas Howard • Dana Ivey • Allison Janney • Leslie Jordan • Brian Kerwin • Chris Lowell • Ahna O’Reilly • David Oyelowo • Sissy Spacek • Octavia Spencer • Mary Steenburgen • Emma Stone • Cicely Tyson • Mike Vogel           |
| 2012 | Les Misérables                        | Samantha Barks • Helena Bonham Carter • Sacha Baron Cohen • Russell Crowe • Anne Hathaway • Hugh Jackman • Eddie Redmayne • Amanda Seyfried |
| 2013 | Nebraska                              | Bruce Dern • Missy Doty • Will Forte • Rance Howard • Stacy Keach • Angela McEwan • Bob Odenkirk • Devin Ratray • Melinda Simonsen • June Squibb • Roger Stuckwisch • Mary Louise Wilson |
| 2014 | Into the Woods                        | Christine Baranski • Tammy Blanchard • Emily Blunt • James Corden • Lilla Crawford • Frances de la Tour • Johnny Depp • Daniel Huttlestone • Anna Kendrick • Billy Magnussen • MacKenzie Mauzy • Chris Pine • Lucy Punch • Meryl Streep • Tracey Ullman                                           |
| 2015 | Spotlight                             | Michael Keaton • Rachel McAdams • Mark Ruffalo • Liev Schreiber • John Slattery • Brian d’Arcy James • Stanley Tucci |
| 2016 | Hidden Figures – Unerkannte Heldinnen | Taraji P. Henson • Octavia Spencer • Janelle Monáe • Kevin Costner • Kirsten Dunst • Jim Parsons • Glen Powell • Mahershala Ali • Karan Kendrick |
| 2017 | Mudbound                              | Jonathan Banks • Mary J. Blige • Jason Clarke • Garrett Hedlund • Jason Mitchell • Rob Morgan • Carey Mulligan |
| 2018 | The Favourite – Intrigen und Irrsinn  | Joe Alwyn • Olivia Colman • Mark Gatiss • Nicholas Hoult • Emma Stone • Rachel Weisz |
| 2019 | Knives Out – Mord ist Familiensache   | Ana de Armas • K. Callan • Toni Collette • Daniel Craig • Jamie Lee Curtis • Chris Evans • Marlene Forte • Don Johnson • Katherine Langford • Riki Lindhome • Jaeden Martell • Frank Oz • Edi Patterson • Christopher Plummer • Noah Segan • Lakeith Stanfield • Michael Shannon • M. Emmet Walsh |

### Ab 2020
| Jahr | Film                              | Darsteller |
| ---- | --------------------------------- | --- |
| 2020 | The Trial of the Chicago 7        | Sacha Baron Cohen • Eddie Redmayne • Alex Sharp • Jeremy Strong • Noah Robbins • Daniel Flaherty • John Carroll Lynch • Yahya Abdul-Mateen II • Joseph Gordon-Levitt • Mark Rylance • Kelvin Harrison Jr. • Michael Keaton • John Doman • J. C. MacKenzie • Frank Langella • Ben Shenkman • Max Adler • Wayne Duvall |
| 2021 | The Power of the Dog              | Benedict Cumberbatch • Kirsten Dunst • Jesse Plemons • Kodi Smit-McPhee • Thomasin McKenzie • Genevieve Lemon • Frances Conroy • Peter Carroll • Keith Carradine • Alison Bruce • Adam Beach |
| 2022 | Glass Onion: A Knives Out Mystery | Daniel Craig • Janelle Monáe • Edward Norton • Dave Bautista • Kate Hudson • Kathryn Hahn • Leslie Odom Jr. • Madelyn Cline • Jessica Henwick • Noah Segan • Ethan Hawke • Dallas Roberts • Jackie Hoffman • Hugh Grant |
| 2023 | Oppenheimer                       | Cillian Murphy • Emily Blunt • Matt Damon • Robert Downey Jr. • Florence Pugh • Josh Hartnett • Casey Affleck • Rami Malek • Kenneth Branagh • Benny Safdie • Jason Clarke • Dylan Arnold • Gustaf Skarsgård • David Krumholtz • Matthew Modine • Tom Conti • David Dastmalchian • Michael Angarano • Jack Quaid • Josh Peck • Olivia Thirlby • Dane DeHaan • Danny Deferrari • Alden Ehrenreich • Scott Grimes • Jefferson Hall • James D’Arcy • Tony Goldwyn • Devon Bostick • Alex Wolff • Josh Zuckerman • Matthias Schweighöfer |
| 2024 | Nosferatu – Der Untote            | Bill Skarsgård • Lily-Rose Depp • Nicholas Hoult • Aaron Taylor-Johnson • Emma Corrin • Willem Dafoe • Ralph Ineson • Simon McBurney |